# Касл, Майкл Ньюболд
Майкл Ньюболд Касл (англ. Michael Newbold Castle; 2 июля 1939, Уилмингтон, Делавэр, США — 14 августа 2025, Гринвилл, Делавэр, США) — американский юрист и политик. Член Республиканской партии, один из лидеров её либерального крыла.
Касл был губернатором штата Делавэр с 1985 по 1992, с 1993 по 2011 год — единственный представитель Делавэра в Палате представителей США.
Скончался 14 августа 2025 года в Гринвилле, штат Делавэр.